# Reginald Innes Pocock
Reginald Innes Pocock FRS (Bristol, 4 de març de 1863 – 9 d'agost de 1947), va ser un zoòleg anglès.

## Vida
Pocock va néixer a Clifton, un suburbi de Bristol, sent el quart fill del reverend Nicholas Pocock i d'Edith Prichard. Va començar a mostrar interès per la història natural al St. Edward's School, a Oxford, on va rebre classes de zoologia de Sir Edward Poulton, i se va li permetre explorar l'anatomia comparativa al Museu d'Història Natural de la Universitat d'Oxford. Va estudiar biologia i geologia al University College de Bristol, on va tenir de professors a Conwy Lloyd Morgan i William Johnson Sollas. El 1885 va esdevenir assistent del Museu d'Història Natural de Londres, treballant a la secció entomologia durant un any. Allà va estar al càrrec de les col·leccions d'aràcnids i miriàpodes, i li van encarregar la tasca de classificar les col·leccions d'aus britàniques, en el curs de la qual va desenvolupar un darrer interès per l'ornitologia. Els 200 articles que va publicar durant els seus 18 anys al museu, aviat li van proporcionar reconeixement com a autoritat en aràcnids i miriàpodes.
El 1904 va deixar el museu per esdevenir superintendent del Zoo de Londres, on hi va estar fins a la seva jubilació el 1923. Des d'aleshores, va treballar com a investigador voluntari del departament de mamífers del Museu Britànic.
El 4 de maig de 1911, Pocock va ser escollit membre de la Royal Society.
En una carta del 1912 a The Field, va descriure el Leopon (un híbrid de lleopard i lleona), basant-se en la pell que li havia enviat W. S. Millard, el Secretary de la Societat d'Historia Natural de Bombai.

## Familia
El seu germà Edward Innes Pocock va ser jugador internacional de rugbi d'Escòcia i part de la Pioneer Column de Cecil Rhodes. El seu besavi Nicholas Pocock va ser capità de vaixell i un destacat pintor de batalles navals.

## Treballs
- Reginald Innes Pocock «On some points in the morphology of the Arachnida (s.s) with notes on the classification of the group». Journal of Natural History, vol.11, 1893, pàg. 1–19. (anglès)
- Reginald Innes Pocock (1900) The Fauna of British India, including Ceylon and Burma – the Arachnida volume. (anglès)
- Reginald I. Pocock (1902) Arachnida. Scorpiones, Pedipalpi, and Solifugae In Biologia Centrali-Americana. Arachnida. (anglès)
- Reginald Innes Pocock (1939) The Fauna of British India, including Ceylon and Burma – Mammalia Vol 1, Primates and Carnivora (in part). (anglès)